# Le Dézert
Le Dézert – miejscowość i gmina we Francji, w regionie Normandia, w departamencie Manche.
Według danych na rok 1990 gminę zamieszkiwało 521 osób, a gęstość zaludnienia wynosiła 36 osób/km² (wśród 1815 gmin Dolnej Normandii Le Dézert plasuje się na 425. miejscu pod względem liczby ludności, natomiast pod względem powierzchni na miejscu 261.).